# Aydoğdu, Tavas
Aydoğdu là một xã thuộc huyện Tavas, tỉnh Denizli, Thổ Nhĩ Kỳ. Dân số thời điểm năm 2010 là 646 người.